# Ketel One
Ketel One è un marchio di vodka di grano prodotta dalla distilleria Nolet a Schiedam, nei Paesi Bassi . Il nome deriva dal caratteristico alambicco di rame in cui viene prodotta, chiamato Distilleerketel n.1 . Nel 2020 risulta essere la vodka più venduta al mondo per l'ottavo anno consecutivo .  

## Storia
La distilleria Nolet venne fondata nel 1691 dalla famiglia Nolet , che nel 1867 iniziò ad esportare la vodka anche all'estero, aprendo nel 1902 una filiale negli Stati Uniti poi chiusa nel 1920 a causa del proibizionismo .
L'azienda tornò sul mercato statunitense nel 1983 lanciando il marchio presso un noto locale di San Francisco , continuando a vendere il prodotto principalmente all'ingrosso. Nel 2008 la multinazionale Diageo investì 900 milioni di dollari nell'azienda, creando una joint venture con la famiglia Nolet, rimasta proprietaria delle distillerie . Nel 2014, come riportato dal New York Times, la società di consulenza Brand Keys ha classificato Ketel One come la seconda vodka più venduta al mondo ; mentre Drink International nella ricerca annuale Annual Bar Report 2020 l'ha classificata al primo posto nelle vendite mondiali .

## Produzione
Il mosto ottenuto dal grano viene macinato, fermentato, distillato in colonne per quindici ore in dieci diversi alambicchi in rame. Il distillato ottenuto viene filtrato, riscaldato a fuoco lento e lasciato riposare in vasche d'acciaio . Prima dell'imbottigliamento, la vodka viene degustata da Carolus Nolet, presidente dell'azienda, per assicurare che la qualità del prodotto corrisponda agli standard richiesti . 

## Varianti
- Ketel One Citroen, aromatizzata al cedro.
- Ketel One Orange, aromatizzata all'arancia.
- Ketel 325th Nolet Anniversario, serie limitata con bottiglie rivestite in rame [1].